# كاكا
ريكاردو إيزيكسون دوس سانتوس ليتي (بالبرتغالية: Ricardo Izecson dos Santos Leite؛ مواليد 22 أبريل 1982) المعروف بـ ريكاردو كاكا (بالبرتغالية: Ricardo Kaká‏) أو كاكا (بالبرتغالية:  Kaká‏) لاعب كرة قدم برازيلي سابق لعب في مركز الهجوم، لعب لأندية عديدة منها إيه سي ميلان و‌ريال مدريد.
يُعتبر كاكا أحد أفضل اللاعبين في جيله. وهو واحد من تسعة لاعبين فازوا ب‍كأس العالم و‌دوري أبطال أوروبا و‌الكرة الذهبية.
وقد فاز بجائزة أفضل لاعب في العالم في عام 2007، وفاز بالكرة الذهبية في نفس العام. وحصل على جائزة أفضل لاعب ببطولة القارات عام 2009. في 17 ديسمبر 2017 أعلن كاكا اعتزاله لكرة القدم نهائياً عن عمر 35 عام.

## مسيرته الكروية

### ساوباولو
بدأ كاكا مسيرته الكروية مع نادي ساو باولو وهو في عمر الثامنة، وقد وقع أول عقد له مع نادي ساو باولو وهو في عمر الخامسة عشر، وقد لعب أول مباراة مع الفريق الأول في نادي ساو باولو في يناير 2001، وقد لعب معهم في ذلك الموسم 27 مباراة وسجل 12 هدف، وقاد نادي ساو باولو إلى الفوز بكأس ريو-ساو باولو للمرة الأولى والوحيدة، وفي الموسم الذي تلاه لعب 22 مباراة وسجل 10 أهداف.

### ميلان
وفي صيف 2003 تعاقد نادي إيه سي ميلان الإيطالي الفائز حديثا بلقب دوري أبطال أوروبا مع كاكا بمبلغ 8,5 مليون دولار أمريكي، وفي أول موسم له مع النادي، شارك في 30 مباراة في الدوري الإيطالي وسجل 10 أهداف ليقود النادي إلى الفوز بلقب الدوري الإيطالي، وفي موسم 2004/2005 لعب كاكا خلف المهاجم أندريه شيفشينكو، وقد شارك مع النادي في 36 مباراة وسجل 7 أهداف في الدوري الإيطالي حيث أنهوا الدوري وهم في المركز الثاني خلف يوفنتوس، وبالرغم من خسارة إيه سي ميلان الإيطالي من نادي ليفربول في نهائي دوري أبطال أوروبا بركلات الجزاء، فقد تم اختياره أفضل لاعب وسط في البطولة.
و في موسم 2005/2006 سجل كاكا أول ثلاثية له مع نادي إيه سي ميلان، ففي يوم 9 ابريل 2006 استطاع أن يسجل ثلاثية في مرمى نادي كييفو فيرونا، أتت كلها في الشوط الثاني، وبعد سبعة أشهر، استطاع أن يسجل أول ثلاثية له في دوري أبطال أوروبا حيث سجل ثلاثة أهداف في مرمى نادي آندرلخت البلجيكي، وبعد خروج روي كوستا من الفريق، أصرت بعض الجماهير إعطائه الرقم 10 الذي كان يرتديه روي كوستا، ولكنه رفض ذلك، وأعطي الرقم لكلارنس سيدورف.
بعد خروج أندريه شيفشينكو من نادي إيه سي ميلان الإيطالي وتوجهه إلى نادي تشيلسي الإنجليزي في موسم 2006/2007، وأصبحت الأنظار متجهة نحو كاكا ليصبح علامة من علامات الفريق، وقد أنهى دوري أبطال أوروبا في موسم 2006/2007 كهداف البطولة برصيد 10 أهداف، وقد أستطاع أن يقود إيه سي ميلان للتغلب على نادي سيلتك الأسكتلندي بعد أن سجل هدف ليفوز إيه سي ميلان 1-0 بمجموع المباراتين، وقد سجل ثلاثة أهداف في مرمى نادي مانشستر يونايتد الإنجليزي، وبالرغم من الخسارة في المباراة الأولى، إلا أن الفوز بنتيجة 3-0 كفل لنادي إيه سي ميلان بالوصول إلى النهائي لملاقاة نادي ليفربول الإنجليزي، وفي يوم 23 مايو 2007 أستطاع نادي إيه سي ميلان بأن يفوز على نادي ليفربول 2-1 بهدفين من فيليبو إنزاغي الأول كان من خطأ لكاكا على مشارف منطقة الجزاء والآخر صنعه كاكا.
و قد لعب مباراته رقم 200 مع إيه سي ميلان في 30 سبتمبر 2007 في المباراة التي انتهت بالتعادل 1-1 مع نادي كاتانيا.

### ريال مدريد

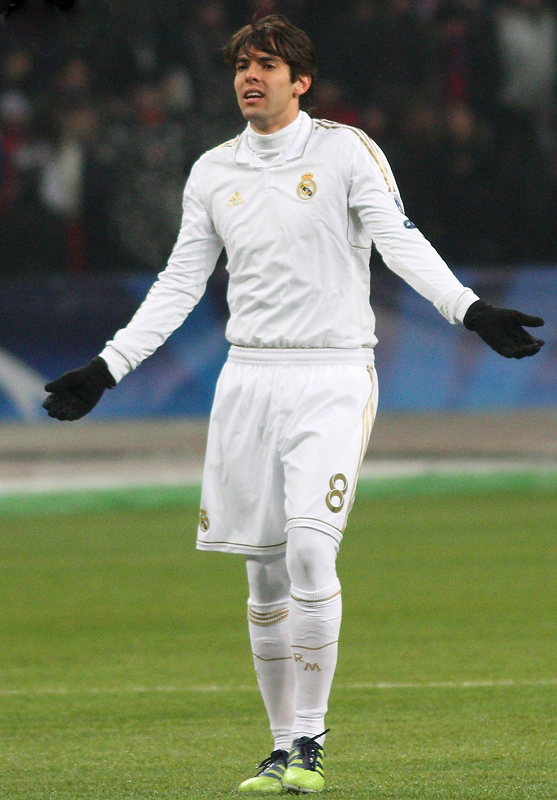
كاكا مع ريال مدريد في عام 2012.

انتقل صباح يوم الثلاثاء 9 يونيو 2009 ريكاردو كاكا إلى ريال مدريد مقابل مبلغ ضخم يبلغ 65 مليون يورو، وكان ذلك بعد عروض كثيرة وضخمة عرضت عليه من قبل أكبر الأندية مثل نادي تشيلسي الإنجليزي ونادي مانشستر سيتي الإنجليزي، لكنه رفض جميع العروض المقدمة إليه مفضلاً ريال مدريد على باقي الأندية. وكانت صفقة انتقاله هي أغلى ثالث صفقة في تاريخ كرة القدم آنذاك بعد كريستيانو رونالدو وزين الدين زيدان.

### ميلان
انتقل ريكاردو كاكا إلى ناديه السابق مرة أخرى في صيف 2013 وذلك بصفقة مجانية، حيث أنه لم يقدم الكثير مع الريال، فذهب إلى ناديه السابق ويبدو أن كاكا لا يتألق إلا مع الميلان حيث سجل13أهداف منهم 4 في دوري الأبطال و9 في الدوري الإيطالي ونال جائزة أفضل لاعب في الدوري لعام 2013

### أورلاند سيتي
لعب ريكاردو كاكا أول مواسمه مع نادي أولاندو سيتي موسم 2015 حيث شارك في 28 مناسبة لعب فيها 2440 دقيقة وسجل 9 أهداف وصنع 7، وفي موسم 2016 شارك كاكا في 24 مباراة لعب فيها 1955 دقيقة، وسجل 9 أهداف وصنع 10، وفي الموسم الأخير له مع النادي موسم 2017 شارك في 23 مباراة ولعب 1564 دقيقة، وسجل فيها 6 أهداف وصنع 5 آخرين، لتكون حصيلته في ثلاثة مواسم قضاها مع النادي الأمريكي 75 مباراة ساهم فيها بتسجيل وصناعة 46 هدف.

## مسيرته الدولية
لعب ريكاردو كاكا مباراته الدولية الأولى مع منتخب البرازيل لكرة القدم في يناير 2002 أمام منتخب بوليفيا لكرة القدم، وقد شارك في كأس العالم لكرة القدم 2002، ولكنه لعب 19 دقيقة فقط في مباراة منتخب كوستاريكا لكرة القدم في الدور الأول، وفي النهائي أمام منتخب ألمانيا لكرة القدم، كان المدرب لويس فيليب سكولاري سيدخل كاكا في المباراة، ولكن الحكم لم يلاحظ وجود اللاعب على الخط لكي يدخل الملعب.
و في عام 2003، كان كاكا كابتن منتخب البرازيل لكرة القدم المشارك في كأس أمريكا الشمالية لكرة القدم، وقد حصلوا على المركز الثاني في البطولة، وفي 29 يونيو 2005 سجل في المباراة التي فازت فيها البرازيل على الأرجنتين 4-1 في نهائي كأس القارات.
و قد لعب مع منتخب البرازيل لكرة القدم في كأس العالم لكرة القدم 2006، وقد سجل هدف منتخب البرازيل لكرة القدم الأول في البطولة أمام منتخب كرواتيا لكرة القدم في المباراة التي فازوا فيها 1-0، ولكنهم خرجوا من البطولة في الدور الربع نهائي أمام منتخب فرنسا لكرة القدم.
في 3 سبتمبر 2006 سجل كاكا هدفا رائعا لمنتخب البرازيل لكرة القدم أمام منتخب الأرجنتين لكرة القدم، حيث أخذ الكرة من منتصف ملعب البرازيل ركض بالكرة وبجانبه اللاعب ليونيل ميسي ليسجلها في مرمى الأرجنتين بعد أن ركض 70 متر في 9 ثواني.
و في 12 مايو 2007 أعلن كاكا بأنه لن يشارك في كوبا أمريكا 2007 التي فاز فيها منتخب البرازيل لكرة القدم فيما بعد، وذلك لأنه يريد أن يخلد إلى الراحة، حيث قال: لم أحظ لأي فترة من الراحة على مدار ثلاثة مواسم، وأريد أن أخلد إلى الراحة وبعدها أعود إلى المشاركة مع منتخب البرازيل. وفي نهاية الموسم 2008-2009 انتقل إلى نادي ريال مدريد الأسباني مقابل 64 مليون يورو. ويعتبر كاكا من أفضل لاعبين المنتخب البرازيلى والعالم في وقته.

## اللّقب
اسم كاكا هو اسم للتدليل لإسم ريكاردو في البرازيل، وقد كان أخوه الصغير ديغاو يواجه صعوبه في نطق ريكاردو، فأسماه كاكا، وهو يعرف في أوروبا باسم "ريكاردو كاكا"، ولقب بالغزال لسرعته وصعوبة أخذ الكرة منه.

## حياته الشخصية

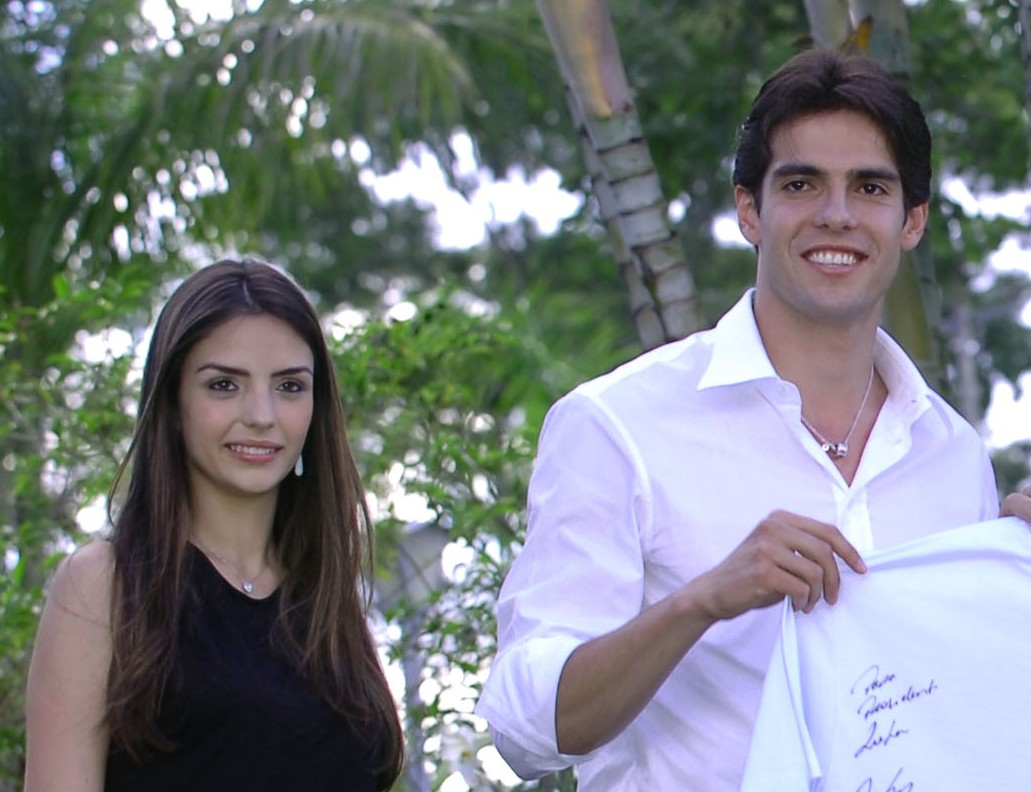
كاكا مع زوجته كارولين عام 2007

ينتمي كاكا إلى الكنيسة الإنجيلية، وقد بدأ كاكا بالتمسك بالدين وهو في عمر الثانية عشر، وقال: لقد علمت أن الرب هو الذي يحدد ما إذا الشيء كان سيحدث أم لا، وبعد الفوز في نهائي دوري أبطال أوروبا، خلع كاكا قميص نادي إيه سي ميلان، وأظهر قميص يرتديه مكتوب عليه عبارة: أنا أنتمي للمسيح، وكان قد فعلها سابقا بعد الفوز بكأس العالم لكرة القدم 2002 والدوري الإيطالي في عام 2003.

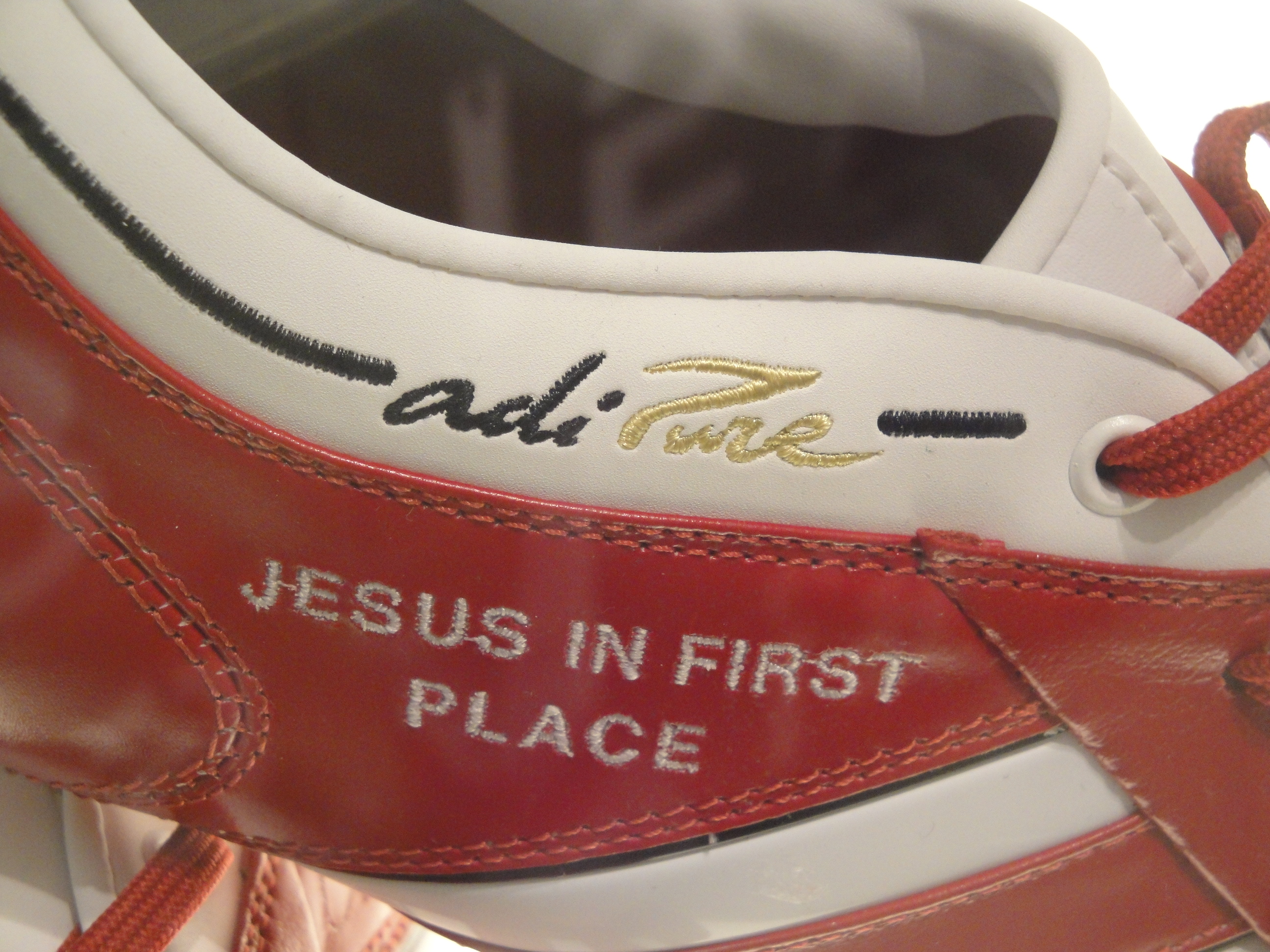
أحد أحذية كاكا. وكُتب عليها: Jesus in first place

ويذكر أنه عندما يحتفل كاكا بهدف يسجله فإنه يرفع يديه إلى السماء شكرا للرب، وهو يفتخر بأنه لم يمارس الجنس قبل زواجه.
و قد حصل على الجنسية الإيطالية في 12 فبراير 2007، وهو متزوج منذ 23 ديسمبر 2008 من كارولين سيليكو صديقته منذ أيام الطفولة، لديه طفل اسمه لوكا وُلد في 10 يونيو 2009 بمستشفى ألبيرت أينشتاين في مدينة ساوباولو البرازيلية.

## الإحصائيات

### النادي
آخر تحديث 15 أكتوبر 2017.
| النادي        | الموسم   | الدوري           | الدوري | الدوري | الكأس | الكأس | قاري | قاري | أخرى | أخرى | المجموع | المجموع | م.            |
| النادي        | الموسم   | الدوري           | لعب    | سجل    | لعب   | سجل   | لعب  | سجل  | لعب  | سجل  | لعب     | سجل     | م.            |
| ------------- | -------- | ---------------- | ------ | ------ | ----- | ----- | ---- | ---- | ---- | ---- | ------- | ------- | ------------- |
| ساو باولو     | 2001     | الدوري البرازيلي | 27     | 12     | 7     | 1     | 5    | 0    | 16   | 4    | 55      | 17      |               |
| ساو باولو     | 2002     | الدوري البرازيلي | 22     | 9      | 9     | 6     | —    | —    | 17   | 8    | 48      | 23      |               |
| ساو باولو     | 2003     | الدوري البرازيلي | 10     | 2      | 5     | 0     | —    | —    | 7    | 5    | 22      | 7       |               |
| ساو باولو     | المجموع  | المجموع          | 59     | 23     | 21    | 7     | 5    | 0    | 40   | 17   | 125     | 47      | —             |
| ميلان         | 2003–04  | الدوري الإيطالي  | 30     | 10     | 4     | 0     | 10   | 4    | 1    | 0    | 45      | 14      | [ 15 ]        |
| ميلان         | 2004–05  | الدوري الإيطالي  | 36     | 7      | 1     | 0     | 13   | 2    | 1    | 0    | 51      | 9       | [ 15 ]        |
| ميلان         | 2005–06  | الدوري الإيطالي  | 35     | 14     | 2     | 0     | 12   | 5    | —    | —    | 49      | 19      | [ 15 ]        |
| ميلان         | 2006–07  | الدوري الإيطالي  | 31     | 8      | 2     | 0     | 15   | 10   | —    | —    | 48      | 18      | [ 15 ]        |
| ميلان         | 2007–08  | الدوري الإيطالي  | 30     | 15     | 0     | 0     | 8    | 2    | 3    | 2    | 41      | 19      | [ 15 ]        |
| ميلان         | 2008–09  | الدوري الإيطالي  | 31     | 16     | 1     | 0     | 4    | 0    | —    | —    | 36      | 16      | [ 15 ]        |
| ميلان         | المجموع  | المجموع          | 193    | 70     | 10    | 0     | 62   | 23   | 5    | 2    | 270     | 95      | —             |
| ريال مدريد    | 2009–10  | الدوري الإسباني  | 25     | 8      | 1     | 0     | 7    | 1    | —    | —    | 33      | 9       | [ 15 ]        |
| ريال مدريد    | 2010–11  | الدوري الإسباني  | 14     | 7      | 3     | 0     | 3    | 0    | —    | —    | 20      | 7       | [ 16 ]        |
| ريال مدريد    | 2011–12  | الدوري الإسباني  | 27     | 5      | 4     | 0     | 8    | 3    | 1    | 0    | 40      | 8       | [ 17 ]        |
| ريال مدريد    | 2012–13  | الدوري الإسباني  | 19     | 3      | 2     | 1     | 6    | 1    | —    | —    | 27      | 5       | [ 18 ]        |
| ريال مدريد    | المجموع  | المجموع          | 85     | 23     | 10    | 1     | 24   | 5    | 1    | 0    | 120     | 29      | —             |
| ميلان         | 2013–14  | الدوري الإيطالي  | 30     | 7      | 1     | 0     | 6    | 2    | —    | —    | 37      | 9       | [ 19 ]        |
| ساو باولو     | 2014     | الدوري البرازيلي | 19     | 2      | 0     | 0     | 5    | 1    | —    | —    | 24      | 3       | [ 15 ]        |
| أورلاندو سيتي | 2015     | الدوري الأمريكي  | 28     | 9      | 2     | 1     | —    | —    | —    | —    | 30      | 10      | [ 20 ] [ 21 ] |
| أورلاندو سيتي | 2016     | الدوري الأمريكي  | 24     | 9      | 0     | 0     | —    | —    | —    | —    | 24      | 9       | [ 20 ] [ 21 ] |
| أورلاندو سيتي | 2017     | الدوري الأمريكي  | 23     | 6      | 1     | 0     | —    | —    | —    | —    | 24      | 6       | [ 20 ] [ 21 ] |
| أورلاندو سيتي | المجموع  | المجموع          | 75     | 24     | 3     | 1     | —    | —    | —    | —    | 78      | 25      | —             |
| الإجمالي      | الإجمالي | الإجمالي         | 461    | 149    | 44    | 9     | 102  | 31   | 46   | 19   | 654     | 208     | —             |

1. ↑  تشمل كأس ميركوسور، كوبا سود أمريكانا، دوري أبطال أوروبا والدوري الأوروبي.
2. ↑  تشمل دوري باوليستا، كأس ساو باولو، كأس السوبر الإيطالي، كأس السوبر الإسباني، كأس السوبر الأوروبي، كأس الإنتركونتيننتال وكأس العالم للأندية.

### الدولية

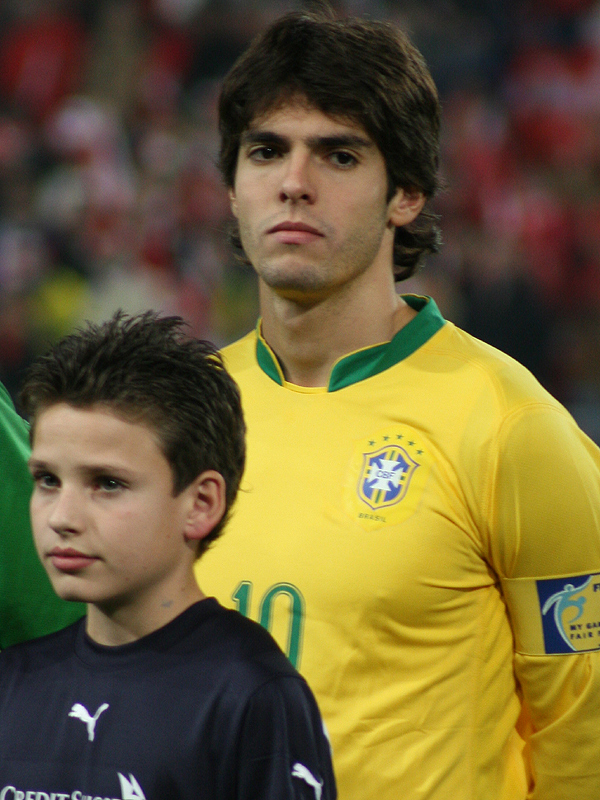
كاكا مع البرازيل

آخر تحديث 29 مايو 2016.
| المنتخب  | العام   | المباريات | الأهداف |
| -------- | ------- | --------- | ------- |
| البرازيل | 2002    | 5         | 1       |
| البرازيل | 2003    | 10        | 5       |
| البرازيل | 2004    | 8         | 3       |
| البرازيل | 2005    | 13        | 3       |
| البرازيل | 2006    | 11        | 5       |
| البرازيل | 2007    | 12        | 5       |
| البرازيل | 2008    | 3         | 1       |
| البرازيل | 2009    | 13        | 3       |
| البرازيل | 2010    | 7         | 1       |
| البرازيل | 2012    | 3         | 2       |
| البرازيل | 2013    | 2         | 0       |
| البرازيل | 2014    | 2         | 0       |
| البرازيل | 2015    | 2         | 0       |
| البرازيل | 2016    | 1         | 0       |
| المجموع  | المجموع | 92        | 29      |

### الأهداف الدولية
| #   | التار          | المكان                           | الخصم                    | الهداف | النتيجة | المسابقة               |
| --- | -------------- | -------------------------------- | ------------------------ | ------ | ------- | ---------------------- |
| 1.  | 7 مارس 2002    | كويابا، البرازيل                 | آيسلندا                  | 6–1    | فوز     | ودية                   |
| 2.  | 19 يوليو 2003  | ميامي، فلوريدا، الولايات المتحدة | كولومبيا                 | 2–0    | فوز     | كأس الكونكاكاف 2003    |
| 3.  | 19 يوليو 2003  | ميامي، فلوريدا، الولايات المتحدة | كولومبيا                 | 2–0    | فوز     | كأس الكونكاكاف 2003    |
| 4.  | 23 يوليو 2003  | ميامي، فلوريدا، الولايات المتحدة | الولايات المتحدة         | 2–1    | فوز     | كأس الكونكاكاف 2003    |
| 5.  | 7 سبتمبر 2003  | بارانكيا، كولومبيا               | كولومبيا                 | 1–2    | فوز     | تصفيات كأس العالم 2006 |
| 6.  | 11 أكتوبر 2003 | كوريتيبا، البرازيل               | الأوروغواي               | 3–3    | تعادل   | تصفيات كأس العالم 2006 |
| 7.  | 28 أبريل 2004  | بودابست، المجر                   | المجر                    | 1–4    | فوز     | ودية                   |
| 8.  | 10 أكتوبر 2004 | ماراكايبو، فنزويلا               | فنزويلا                  | 2–5    | فوز     | تصفيات كأس العالم 2006 |
| 9.  | 10 أكتوبر 2004 | ماراكايبو، فنزويلا               | فنزويلا                  | 2–5    | فوز     | تصفيات كأس العالم 2006 |
| 10. | 27 مارس 2005   | غويانيا، البرازيل                | بيرو                     | 1–0    | فوز     | تصفيات كأس العالم 2006 |
| 11. | 29 يونيو 2005  | فرانكفورت، ألمانيا               | الأرجنتين                | 4–1    | فوز     | كأس القارات 2005       |
| 12. | 10 نوفمبر 2005 | أبوظبي، الإمارات                 | الإمارات العربية المتحدة | 0–8    | فوز     | ودية                   |
| 13. | 4 يونيو 2006   | جنيف، سويسرا                     | نيوزيلندا                | 4–0    | فوز     | ودية                   |
| 14. | 13 يونيو 2006  | برلين، ألمانيا                   | كرواتيا                  | 1–0    | فوز     | كأس العالم 2006        |
| 15. | 3 سبتمبر 2006  | لندن، إنجلترا                    | الأرجنتين                | 3–0    | فوز     | ودية                   |
| 16. | 10 أكتوبر 2006 | ستوكهولم، السويد                 | الإكوادور                | 2–1    | فوز     | ودية                   |
| 17. | 15 نوفمبر 2006 | بازل، سويسرا                     | سويسرا                   | 1–2    | فوز     | ودية                   |
| 18. | 24 مارس 2007   | غوتنبرغ، السويد                  | تشيلي                    | 4–0    | فوز     | ودية                   |
| 19. | 12 سبتمبر 2007 | فوكسبورو، الولايات المتحدة       | المكسيك                  | 3–1    | فوز     | ودية                   |
| 20. | 17 أكتوبر 2007 | ريو دي جانيرو، البرازيل          | الإكوادور                | 5–0    | فوز     | تصفيات كأس العالم 2010 |
| 21. | 17 أكتوبر 2007 | ريو دي جانيرو، البرازيل          | الإكوادور                | 5–0    | فوز     | تصفيات كأس العالم 2010 |
| 22. | 18 نوفمبر 2007 | ليما، بيرو                       | بيرو                     | 1–1    | تعادل   | تصفيات كأس العالم 2010 |
| 23. | 11 أكتوبر 2008 | سان كريستوبال، فنزويلا           | فنزويلا                  | 4–0    | فوز     | تصفيات كأس العالم 2010 |
| 24. | 6 يونيو 2009   | مونتفيدو، الأوروغواي             | الأوروغواي               | 4–0    | فوز     | تصفيات كأس العالم 2010 |
| 25. | 15 يونيو 2009  | بلومفونتين، جنوب أفريقيا         | مصر                      | 4–3    | فوز     | كأس القارات 2009       |
| 26. | 15 يونيو 2009  | بلومفونتين، جنوب أفريقيا         | مصر                      | 4–3    | فوز     | كأس القارات 2009       |
| 27. | 7 يونيو 2010   | دار السلام، تنزانيا              | تنزانيا                  | 1–5    | فوز     | ودية                   |
| 28. | 11 أكتوبر 2012 | مالمو، السويد                    | العراق                   | 6–0    | فوز     | ودية                   |
| 29. | 16 أكتوبر 2012 | فروتسواف، بولندا                 | اليابان                  | 4–0    | فوز     | ودية                   |

## الإنجازات

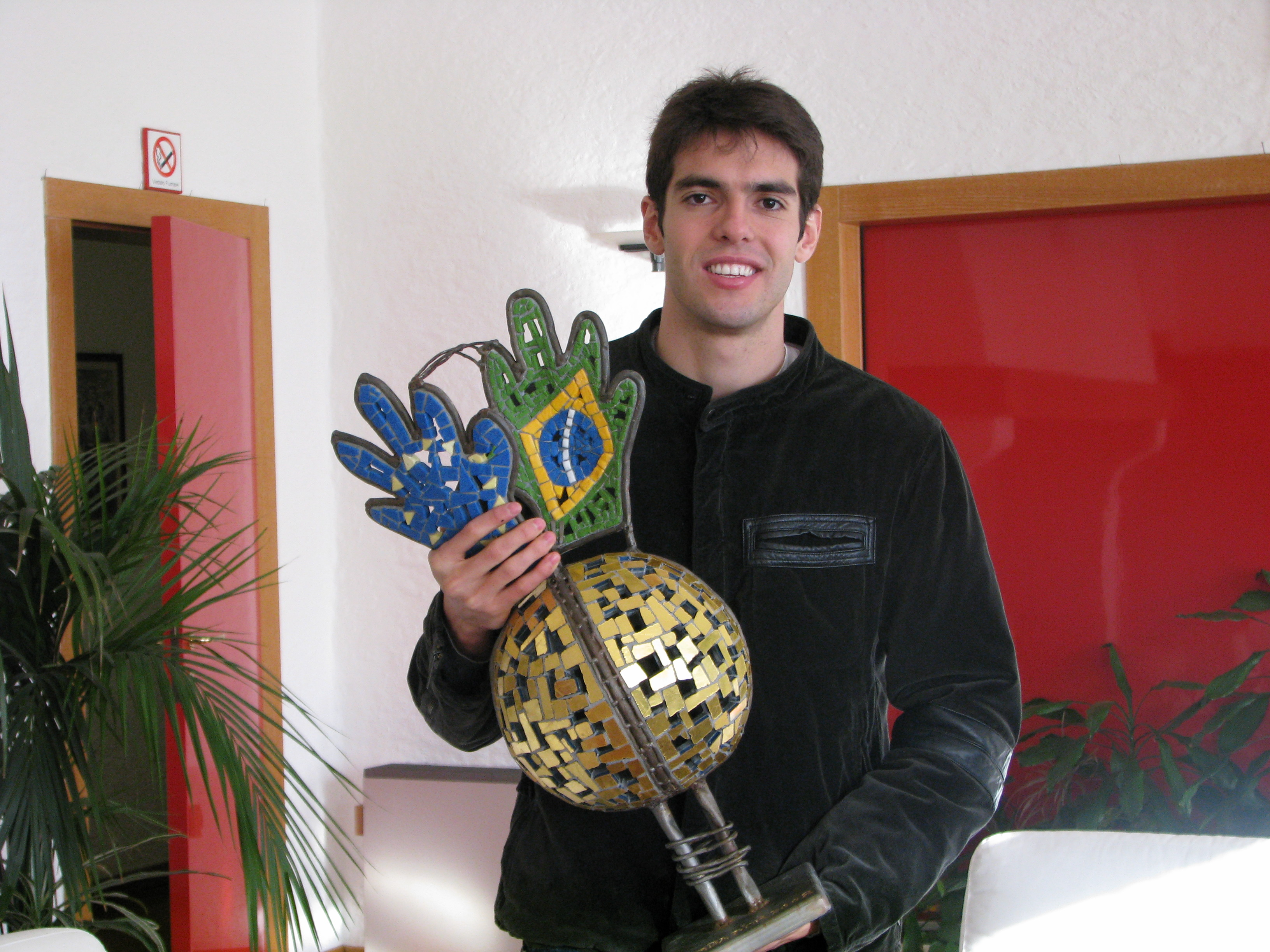
كاكا يحمل جائزة سامبا الذهبية في عام 2008.

| - كأس العالم (1): 2002 - كأس القارات (2): 2005، 2009 | - الكرة الذهبية لمجلة ريفيستا بلاكار: 2002 - أفضل لاعب في مركزه : 2002 - التشكيلة المثالية في كأس أمريكا الشمالية لكرة القدم : 2003 - أفضل لاعب وسط في الإتحاد الأوروبي لكرة القدم 2005 - أفضل لاعب أجنبي في الدوري الإيطالي الممتاز 2004، 2006 - أفضل لاعب في الدوري الإيطالي الممتاز 2004 - فريق الاتحاد الأوروبي لكرة القدم 2006 - فريق اتحاد اللاعبين المحترفين في العالم 2006، 2007 - هداف دوري أبطال أوروبا 2006–2007 - أفضل مهاجم في دوري أبطال أوروبا 2006–2007 - أفضل لاعب في الاتحاد الأوروبي لكرة القدم 2007 - أفضل لاعب في اتحاد اللاعبين المحترفين في العالم 2007 - الكرة الذهبية 2007 - الكرة الذهبية في كأس العالم للأندية لكرة القدم: 2007 - جائزة تويوتا في كأس العالم للأندية لكرة القدم 2007 - جائزة أفضل لاعب في العالم لكرة القدم 2007 - جائز مجلة وورد سوكر لأفضل لاعب في العالم 2007 - جائزة أفضل لاعب في كأس القارات 2009 – - المركز السادس في تصنيف الفرانس فوتبول 2009 – |

## روابط خارجية
- كاكا على موقع IMDb (الإنجليزية)
- كاكا على موقع الموسوعة البريطانية (الإنجليزية)
- كاكا على موقع إن إن دي بي (الإنجليزية)
- كاكا على موقع قاعدة بيانات الفيلم (الإنجليزية)
- كاكا على الليغا
- الملف الشخصي - كأس العالم لكرة القدم 2010
- كاكا على موقع الاتحاد الدولي (مؤرشف)  (الإنجليزية)
- كاكا على موقع الاتحاد الأوربي (الإنجليزية)
- كاكا على موقع الدوري الأمريكي (الإنجليزية)
- كاكا على موقع قاعدة بيانات كرة القدم.إي يو (الإنجليزية)
- كاكا على موقع ليكيب (الفرنسية)
- كاكا على موقع ناشيونال فوتبول تيمز (الإنجليزية)
- كاكا على موقع Soccerbase.com (لاعب) (الإنجليزية)
- كاكا على موقع Soccerway.com (الإنجليزية)
- كاكا على موقع عالم كرة القدم.نت (الإنجليزية)
- كاكا على موقع AS.com (الإسبانية)
- Tactical Profile – Football-Lineups.com